# Phú Khê
Phú Khê là một xã thuộc huyện Cẩm Khê, tỉnh Phú Thọ, Việt Nam.

## Địa lý
Xã Phú Khê có vị trí địa lý:
- Phía đông giáp sông Thao
- Phía bắc giáp thị trấn Cẩm Khê
- Phía nam giáp xã Yên Tập
- Phía tây giáp xã Sơn Tình và xã Tạ Xá.

## Lịch sử
Xã Phú Khê hình thành từ lâu đời. Có ngòi Me chảy qua. Ngòi Me là ranh giới tự nhiên giữa 2 xã Phú Khê và Yên Tập.
Thời phong kiến, Phú Khê vừa là xã vừa là tổng. Ngòi Me do Phú Khê quản lý bao gồm từ thượng chí Đá Hiểm, hạ chí Thao Giang tức là toàn bộ con ngòi Me chảy qua địa phận huyện Cẩm Khê, từ thác Đá Thờ, giáp giới Huyện Yên Lập tới sông Thao đều là ngòi của Phú Khê.
Sau Cách mạng tháng Tám năm 1945, Phú Khê chỉ là xã và không còn quản lý con ngòi chảy qua địa phận các xã lân cận nữa.
Từ năm 1970, sau trận lũ lịch sử năm 1969, Phú Khê sáp nhập thêm làng Phú Động (làng trên đảo giữa sông Hồng của xã Sơn Cương huyện Thanh Ba). Nhân dân Phú Động chuyển cư khỏi đảo, lập làng trên đất Phú Khê và trở thành một thôn của xã Phú Khê.
Tháng 1 năm 1996, tách 33 ha đất của xã Phú Khê được cắt để hợp cùng toàn bộ diện tích xã Đông Phú bên cạnh để lập nên thị trấn sông Thao cũ (nay là thị trấn Cẩm Khê).

## Kinh tế
Phú Khê là vùng bán sơn địa, vừa có đồi gò và vừa có đồng bằng nên có nhiều rừng và cũng nhiều đồng ruộng.
Đồi, gò Phú Khê chiếm hơn nửa diện tích tự nhiên của xã, trồng nhiều cọ. Với sản lượng khai thác trên 2 triệu tàu lá cọ/năm trong thập niên 1970, Phú Khê là địa phương đứng đầu huyện Cẩm Khê, tỉnh Phú Thọ nói riêng và cả nước nói chung về diện tích rừng cọ. Ngày nay rừng cọ thưa hơn thập niên 60 (thế kỷ XX) nhưng trong rừng cọ đã được trồng xen nhiều loại cây lấy gỗ, cây nguyên liệu cho công nghiệp giấy mà chủ yếu là bạch đàn và keo tai tượng.
Là một phần của đồng bằng Cẩm Khê, đồng bằng Phú Khê không rộng và cũng bị chia cắt bởi đồi, gò nhưng màu mỡ, phì nhiêu do phù sa sông Hồng bồi đắp. Tuy nhiên độ san bằng không đều nên ở đây cũng có nhiều hồ, đầm và đồng chiêm trũng. Trước đây (từ thập niên 60 (thế kỷ XX) trở về trước), hàng năm về mùa mưa lũ, nước sông Hồng tràn vào đồng mang theo phù sa và nhiều thủy sản. Khi nước rút đi, đồng ruộng thêm phì nhiêu, hồ, đầm thêm nhiều tôm, cá. Bởi vậy mà Phú Khê vừa có nhiều lúa, lại vừa có nguồn thủy sản tự nhiên phong phú. Ngày nay, hệ thống đê điều ngăn lũ phát triển, nước sông Hồng không thể tràn vào đồng, diện tích trồng lúa 2 vụ tăng lên, nhưng nguồn thủy sản có được chủ yếu là do nuôi trồng. Với lợi thế có nhiều diện tích mặt nước của hồ, đầm và đồng chiêm trũng, Phú Khê rất thuận tiện cho phát triển nuôi trồng thủy sản.
Ngoài đồng bằng, Phú Khê còn có diện tích khá lớn trồng sắn và hoa màu trên các sườn đồi, xen những gốc cọ. Đây là một hình thức canh tác đặc thù của vùng trung du.
Nếu có kế hoạch bảo tồn rừng cọ và kết hợp trồng xen hợp lý các loại cây lấy gỗ, cây nguyên liệu...Phú Khê vừa có tiềm năng phát triển kinh tế rừng vừa có thể mở rộng về du lịch sinh thái.

## Văn hóa

### Đền Phú Động
Đền Phú Động, là di tích lịch sử văn hóa lâu đời, là công trình văn hóa chung của 2 xã Sơn Cương, huyện Thanh Ba và xã Phú Khê, huyện Cẩm Khê.
Thần tích đền xã Phú Động, tổng Hoàng Cương, huyện Thanh Ba, tỉnh Phú Thọ lưu giữu ở Viện Hán nôm Việt Nam nêu rõ về sự tích Bạch Quốc hiệu Bạch Thạch Quốc Đô Đại Vương, tướng dưới thời Đinh Tiên Hoàng, là người làng Phú Động có công theo giúp Đinh Bộ Lĩnh đánh dẹp sứ quân Kiều Thuận.

## Hình ảnh

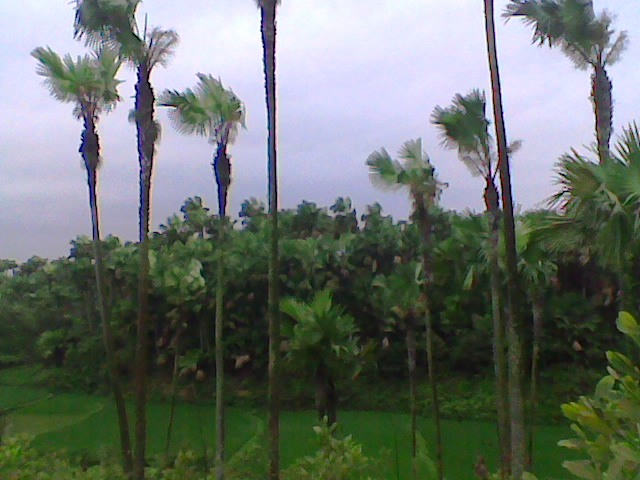
Ruộng lúa chân đồi cọ
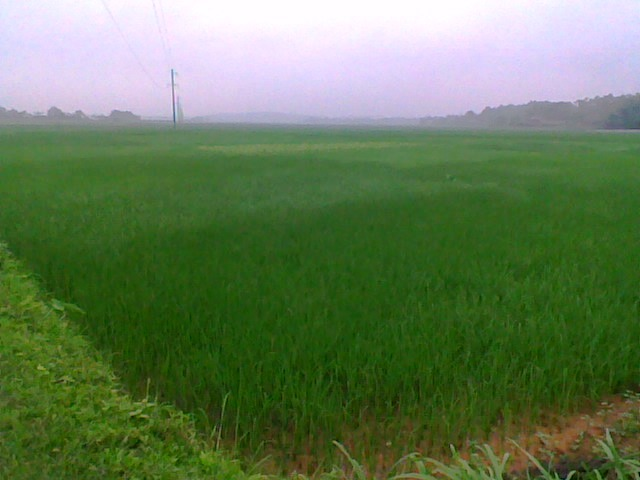
Cánh đồng lúa
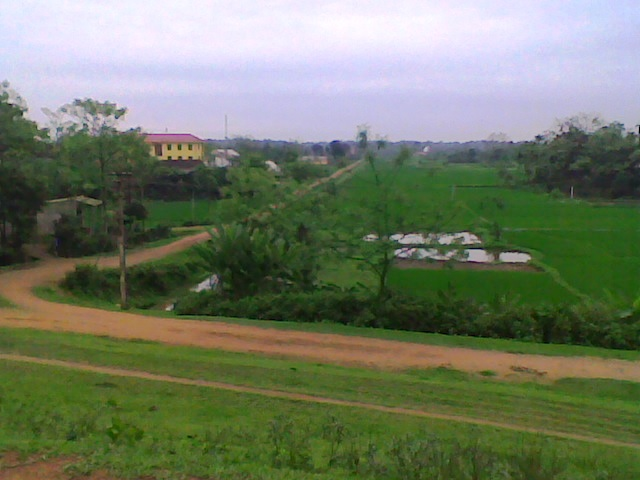
Một phần cánh đồng làng
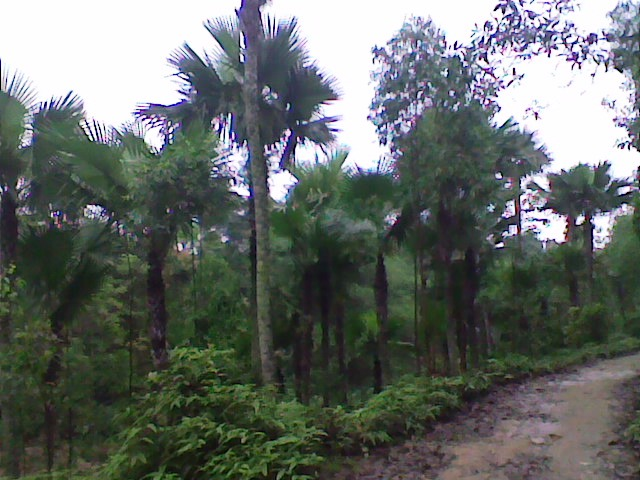
Đồi cọ Phú Khê
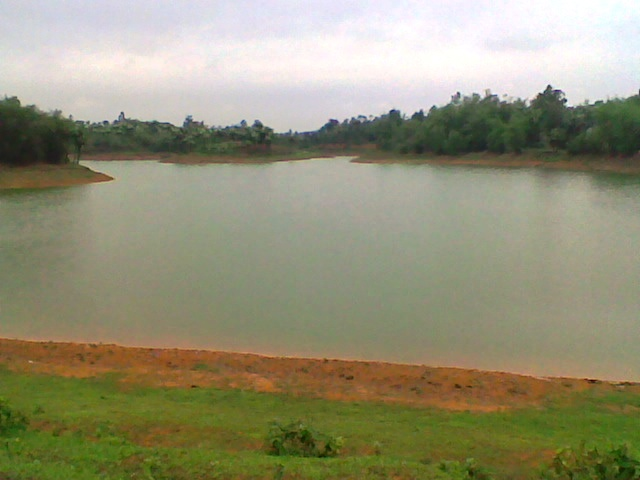
Hồ thủy lợi
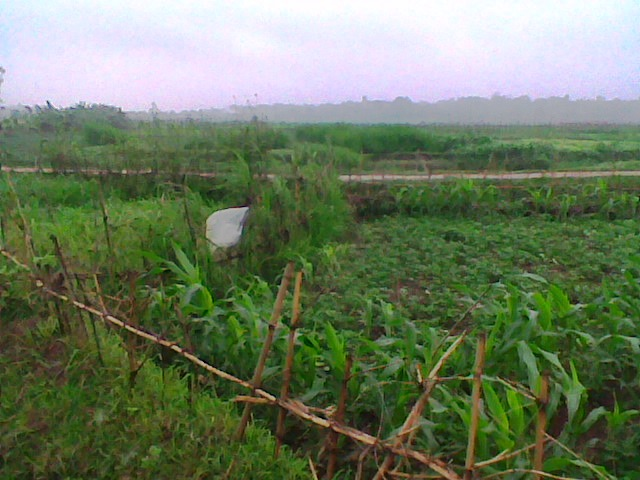
Cánh đồng màu
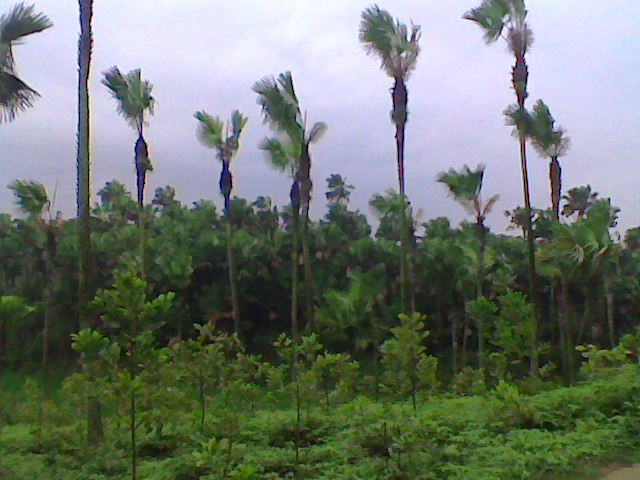
Trồng xen keo vào rừng cọ